# ماسیمیلیانو للی
ماسیمیلیانو للی (ایتالیایی: Massimiliano Lelli؛ زادهٔ ۲ دسامبر ۱۹۶۷) دوچرخه‌سوار اهل ایتالیا است.